# Arco di Glanum

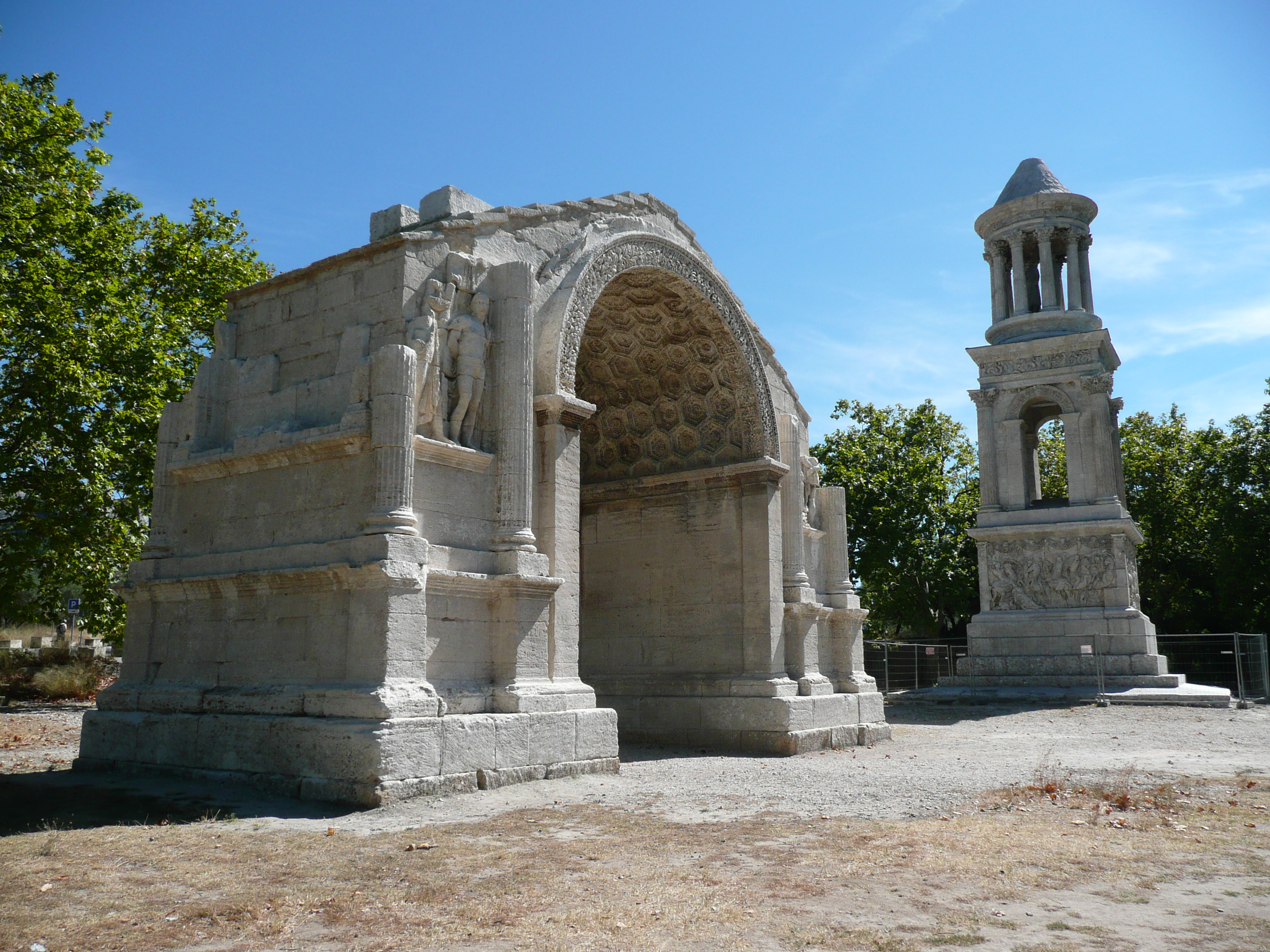
L'arco di trionfo di Glanum.

L'arco di Glanum è un antico arco di trionfo situato presso le rovine di Glanum, vicino all'odierna Saint-Rémy-de-Provence, in Francia. Venne costruito in seguito alla vittoria romana sui popoli della Gallia nel 6 a.C., durante il principato di Augusto. È molto simile agli archi che si trovano nelle città di Orange e Carpentras, nella ragione di Vaucluse.
Ai lati dell'arco di trionfo, tra le colonne, si possono tuttora osservare due coppie di galli incatenati, simbolo del dominio romano su tali popolazioni. Anche il trofeo delle Alpi, situato a La Turbie, presentava sulla sommità l'imperatore Augusto e una coppia di barbari sottomessi. Il monumento si trova vicino al mausoleo di Glanum.
La costruzione di questo edificio non sembra essere tuttavia legata ad un evento militare particolare. Della struttura originaria rimane solamente la parte inferiore: l'attico in muratura è andato completamente distrutto, mentre si è conservata la volta a cassettoni dell'unico fornice presente, quello centrale. Le colonne addossate alla struttura (ora mutilate) sorreggevano probabilmente una trabeazione, andata perduta. Secondo alcuni esperti la parte superiore doveva essere abbastanza alta per equilibrarsi con la struttura sottostante, e presentava un frontone triangolare simile a quello dell'arco di Orange.